# Anthosactis ingolfi
Anthosactis ingolfi är en havsanemonart som beskrevs av Oscar Henrik Carlgren 1921. Anthosactis ingolfi ingår i släktet Anthosactis och familjen Actinostolidae. Inga underarter finns listade i Catalogue of Life.